# Oil Spills
Oil Spills ist ein Installationskunstwerk des chinesischen Künstlers Ai Weiwei.

## Werkbeschreibung
Das Werk wurde im Jahr 2006 hergestellt und stellt eine Ansammlung mehrerer verschieden großer Porzellanscheiben dar, die wie riesige Öltropfen aussehen. Die Größe der Tropfen variiert zwischen 11 × 8x2,5 und 120 × 106x4. Das Werk vereinnahmt einen ganzen Raum und hat eine sehr minimalistische Wirkung. Dass es sich bei den Porzellanscheiben um Öltropfen handelt, wird hauptsächlich durch den Titel des Werkes vermittelt. Die drei wichtigsten Ausstellungsorte von Oil Spills sind die Galerie Urs Meile in Peking, die Lisson Gallery in Mailand und die White Rabbit Gallery in Sydney. In jeder Ausstellung variiert hierbei die Anzahl der Tropfen sowie deren Größe. Besonders die langwierige Anfertigung der Scheiben in der chinesischen Region Jingdezhen ist bemerkenswert.
Wenn man dieses Werk mit anderen Porzellanwerken Ai Weiweis aus der gleichen Zeit vergleicht, fällt bei allen Werken ein beeindruckender Detailrealismus auf: Ai Weiwei scheint die Grenzen aufzeigen zu wollen, bis zu welchem Grad eine realistische Darstellung von Objekten durch Porzellan möglich ist.

## Interpretationsansätze
Oil Spills hat auf Grund seines Namens, der so viel wie „Ölpest“ oder „Ölverschmutzung“ bedeutet, eine umweltpolitische Bedeutung. Ai Weiwei möchte, laut Sue van der Zipp, den weltweiten Kampf um den Rohstoff Öl, Chinas Rolle als wirtschaftliche Supermacht und allgemein die verschwenderische Haltung der Menschheit gegenüber natürlichen Ressourcen kritisieren. Es handelt sich demnach um ein äußerst politisches Werk, das auf den Umgang des Menschen mit dem Rohstoff Öl aufmerksam machen will. Besonders wichtig ist für die Interpretation des Kunstwerks das Material, aus dem es besteht: Porzellan. Früher war Porzellan ein sehr begehrtes und wichtiges Gut, heute ist es Öl. Man kann auf Grund dieser Beobachtung von einer Transformation des Weißen Goldes (Porzellan) hin zum Schwarzen Gold (Öl) sprechen.

## Parallelen zu anderen Kunstwerken
"20:50", Richard Wilson:
Oil Spills ist mit Wilsons 20:50 zu vergleichen, da beide Werke das Thema Öl behandeln. Bei Wilson scheint es aber noch mehr um die ästhetische Funktion des Öls zu gehen, das bei ihm einen ganzen Raum füllt und durch seine reflektierende Wirkung beeindruckt.
"Pier Pressure", Banksy:
Banksy ist im Vergleich zu Oil Spills sehr viel offensichtlicher eine politische Installation. Banksy kritisiert hier nicht nur den Umgang mit Öl im Allgemeinen, sondern er übt ganz bewusst Kritik an dem britischen Ölkonzern, BP (British Petroleum) aus, der für die Katastrophe auf der Ölplattform Deepwater Horizon in Mexico 2010 mitverantwortlich war.